# 1970-es angol labdarúgókupa-döntő
Az 1970-es angol labdarúgókupa-döntő 1970. április 11-én került megrendezésre a Wembley Stadionban. A mérkőzés 2–2-es döntetlenre végződött. A visszavágót az Old Trafford-on rendezték április 29-én. Ez volt az első Wembley-ben tartott döntő, ami döntetlen lett a kijelölt napon. A két résztvevő a Chelsea és a Leeds United volt. Mindkét csapat az első FA-kupáját igyekezett megszerezni, és mindketten a korszak két legjobbjaként érkezett a döntőbe; a Chelsea a 2., a Leeds a 3. helyet szerezte meg a bajnokságban. Összesen négy óra játék után a Chelsea 2–1-re nyerte a visszavágót, így megszerezték első kupájukat. Ez volt az egyetlen alkalom 1923 és 2000 között, hogy egy FA-kupa-döntőt nem a Wembley-ben játszottak le.

## A mérkőzés
Az első mérkőzés a Wembley-ben 1970. április 11-én volt, egy hónappal korábban az FA-kupa-döntők szokásos időpontjánál, mivel az FA az angol labdarúgó-válogatottnak, akik az 1970-es világbajnokságon Mexikóban próbálták megvédeni világbajnoki elsőbbségüket, időt akart adni, hogy megszokják a mexikói klímát. A mérkőzést akadályozta a pálya rossz minősége, mivel egy héttel a kijelölt időpont előtt lovasparádét tartottak ott. A mérkőzésen a Leeds kezdett jobban – már 20 perc után megszerezték a vezetést Jack Charlton góljával. Az első félidő vége felé viszont a Chelsea kiegyenlített Peter Houseman révén, aki 18 méterről adott le egy gyenge lövést a kapura, ennek ellenére Gary Sprake kapus ügyetlensége miatt a labda a hálóba került. A Leeds hat perccel a rendes játékidő vége előtt ismét gólt szerzett: Allan Clarke fejese a kapufát találta el, majd Mick Jones rúgta a hálóba a labdát. A Leeds öröme nem sokáig tartott, két perccel később Ian Hutchinson fejelte be az egyenlítőgólt John Hollins beadásából. Így a mérkőzést meg kellett ismételni. Ez volt az első döntő visszavágóval 1912 óta.
A visszavágót az Old Traffordon tartották, amit a televízió előtt 28 millióan követtek, ez rekord az FA-kupa-döntők történetében, így ezt tartják az egyik legnépszerűbb, legközismertebb mérkőzésnek az angol labdarúgásban.

## Részletek

### Wembley
| 1970. április 11. 15:00 BST | Chelsea                     | 2 – 2 (hu)    | Leeds United           | Wembley Stadion, London Nézőszám: 100 000 Játékvezető: Eric Jennings |
| 1970. április 11. 15:00 BST | Houseman 41' Hutchinson 86' | (Jegyzőkönyv) | Charlton 20' Jones 84' | Wembley Stadion, London Nézőszám: 100 000 Játékvezető: Eric Jennings |

| Chelsea | Leeds United |

| CHELSEA:    |    |                  |  |            |
|             |    |                  |  |            |
| GK          | 1  | Peter Bonetti    |  |            |
| RB          | 2  | David Webb       |  |            |
| LB          | 3  | Eddie McCreadie  |  |            |
| CM          | 4  | John Hollins     |  |            |
| CB          | 5  | John Dempsey     |  |            |
| CB          | 6  | Ron Harris (csk) |  | lecserélve |
| RM          | 7  | Tommy Baldwin    |  |            |
| CM          | 8  | Peter Houseman   |  |            |
| CF          | 9  | Peter Osgood     |  |            |
| CF          | 10 | Ian Hutchinson   |  |            |
| LM          | 11 | Charlie Cooke    |  |            |
| Cserék:     |    |                  |  |            |
| DF          | 12 | Marvin Hinton    |  | becserélve |
| Manager:    |    |                  |  |            |
| Dave Sexton |    |                  |  |            |

| LEEDS UNITED: |    |                     |
|               |    |                     |
| GK            | 1  | Gary Sprake         |
| RB            | 2  | Paul Madeley        |
| LB            | 3  | Terry Cooper        |
| CM            | 4  | Billy Bremner (csk) |
| CB            | 5  | Jack Charlton       |
| CB            | 6  | Norman Hunter       |
| RM            | 7  | Peter Lorimer       |
| CF            | 8  | Allan Clarke        |
| CF            | 9  | Mick Jones          |
| CM            | 10 | Johnny Giles        |
| LM            | 11 | Eddie Gray          |
| Cserék:       |    |                     |
| MF            | 12 | Mick Bates          |
| Edző:         |    |                     |
| Don Revie     |    |                     |

SZABÁLYOK
- 90 perc játékidő
- 30 perc hosszabbítás szükség esetén
- Visszavágó ha az állás döntetlen
- Egy nevezett cserejátékos

### Old Trafford
| 1970. április 29. | Chelsea              | 2 – 1 (hu)    | Leeds United | Old Trafford, Manchester Nézőszám: 62 078 Játékvezető: Eric Jennings |
| 1970. április 29. | Osgood 78' Webb 104' | (Jegyzőkönyv) | Jones 35'    | Old Trafford, Manchester Nézőszám: 62 078 Játékvezető: Eric Jennings |

|  |  |

| CHELSEA:    |    |                  |  |      |
|             |    |                  |  |      |
| GK          | 1  | Peter Bonetti    |  |      |
| RB          | 2  | Ron Harris (csk) |  |      |
| LB          | 3  | Eddie McCreadie  |  |      |
| CM          | 4  | John Hollins     |  |      |
| CB          | 5  | John Dempsey     |  |      |
| CB          | 6  | David Webb       |  |      |
| RM          | 7  | Tommy Baldwin    |  |      |
| CM          | 8  | Charlie Cooke    |  |      |
| CF          | 9  | Peter Osgood     |  | 112' |
| CF          | 10 | Ian Hutchinson   |  |      |
| LM          | 11 | Peter Houseman   |  |      |
| Cserék:     |    |                  |  |      |
| DF          | 12 | Marvin Hinton    |  | 112' |
| Edző:       |    |                  |  |      |
| Dave Sexton |    |                  |  |      |

| LEEDS UNITED: |    |                     |
|               |    |                     |
| GK            | 1  | David Harvey        |
| RB            | 2  | Paul Madeley        |
| LB            | 3  | Terry Cooper        |
| CM            | 4  | Billy Bremner (csk) |
| CB            | 5  | Jack Charlton       |
| CB            | 6  | Norman Hunter       |
| RM            | 7  | Peter Lorimer       |
| CF            | 8  | Allan Clarke        |
| CF            | 9  | Mick Jones          |
| CM            | 10 | Johnny Giles        |
| LM            | 11 | Eddie Gray          |
| Cserék:       |    |                     |
| MF            | 12 | Mick Bates          |
| Edző:         |    |                     |
| Don Revie     |    |                     |

SZABÁLYOK
- 90 perc játékidő
- 30 perc hosszabbítás szükség esetén
- Visszavágó, ha az állás döntetlen
- Egy nevezett cserejátékos

## Út a Wembley-be
A hazai csapatok vannak elöl. 
| 3. kör: Chelsea 3–0 Birmingham City 4. kör: Chelsea 2–2 Burnley Visszavágó: Burnley 1–3 Chelsea 5. kör: Crystal Palace 1–4 Chelsea 6. kör: Queens Park Rangers 2–4 Chelsea Elődöntő: Watford 1–5 Chelsea (White Hart Lane, London) | 3. kör: Leeds United 2–1 Swansea City 4. kör: Sutton United 0–6 Leeds United 5. kör: Leeds United 2–0 Mansfield Town 6. kör: Swindon Town 0–2 Leeds United Elődöntő: Manchester United 0–0 Leeds United (Hillsborough Stadion, Sheffield) Visszavágó: Leeds United 0–0 Manchester United (Villa Park, Birmingham) Visszavágó: Leeds United 1–0 Manchester United (Burnden Park, Bolton) |

## Külső hivatkozások
- A mérkőzés az fa-cupfinals.co.uk-n
- A mérkőzés a soccerbase.com-on
- A visszavágó a soccerbase.com-on